# Judocus (Joost) van Bronckhorst-Batenburg-Gronsveld

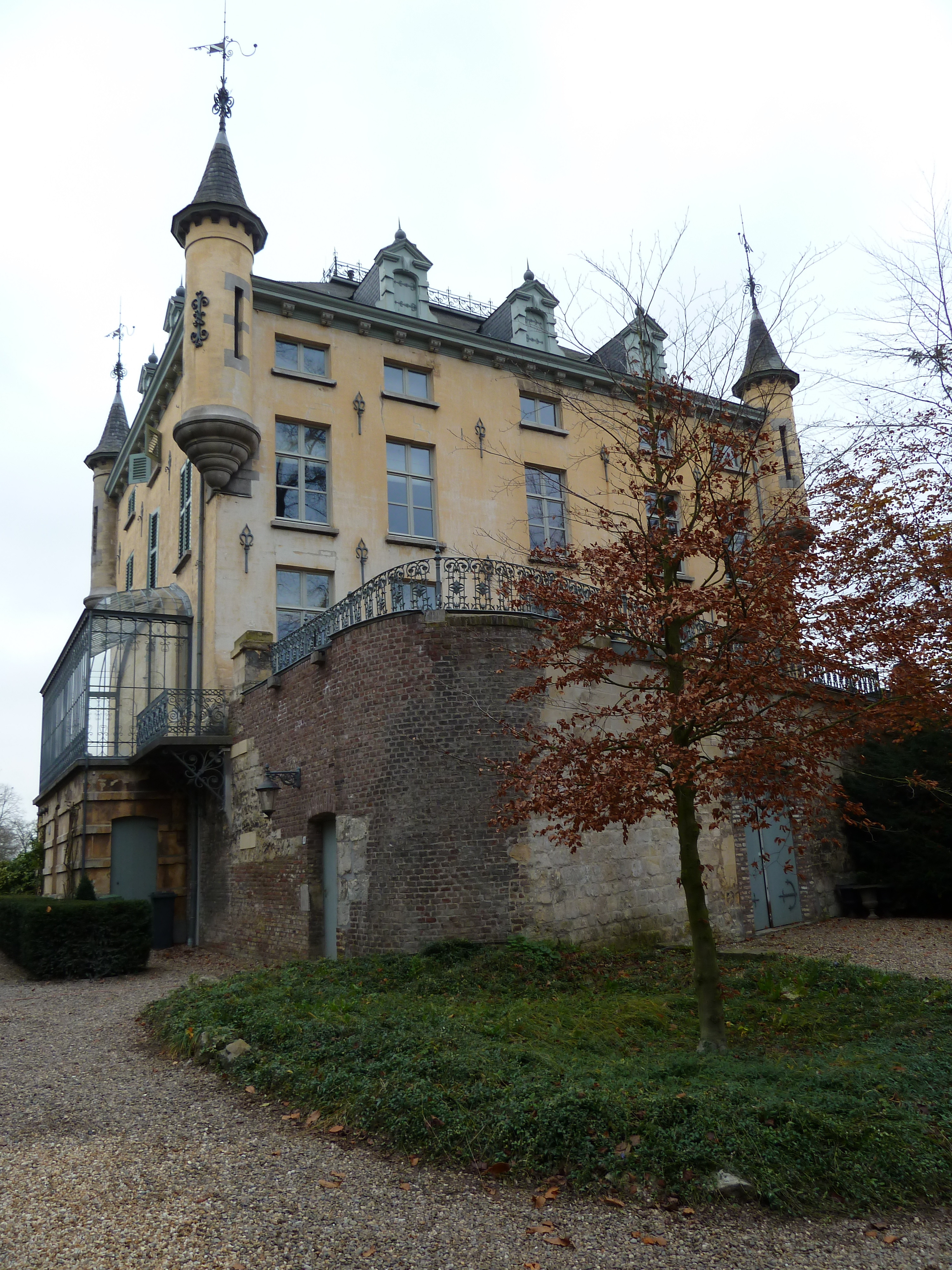
Kasteel van Gronsveld

Judocus (Joost) van Bronckhorst-Batenburg-Gronsveld heer van Gronsveld 1563-1588 en 1e graaf van Gronsveld 1588 (Gronsveld, 1545 - Wachtendonk, 1588) was de zoon van Willem van Bronckhorst heer van Batenburg, Gronsveld, Rimburg en Alpen en Agnes van Bylandt.

## Levensloop
Hij woonde evenals zijn vader en grootvader op het kasteel van Gronsveld. Joost sneuvelde in 1588 bij het beleg van Wachtendonk door de graaf van Mansveld.

### Heerlijkheid / Graafschap Gronsveld
zie ook Rijksgraafschap Gronsveld
Gronsveld is in het bezit geweest van verschillende adellijke families. In 1444 verkreeg Dirk van Bronckhorst de heerlijkheid Gronsveld door een erfenis. Zijn oudste zoon Gijsbert erfde na zijn overlijden Batenburg en Anholt en zijn tweede zoon Hendrik verkreeg Gronsveld. 

Het voormalige graafschap Gronsveld ligt aan de rechteroever van de Maas in de gemeente Eijsden, een tiental kilometer boven Maastricht. Het vormde samen met Houthem (Nederland) en enkele naburige gehuchten een kleine staat. Door keizer Maximiliaan I was Gronsveld op 24 juni 1498 verheven tot een vrije heerlijkheid. In 1588 kreeg het van keizer Rudolf II de status van graafschap. Lang heeft Joost niet van zijn graaf zijn kunnen genieten want in hetzelfde jaar sneuvelde hij.

### Gronsvelder munten
Verschillende leden uit het geslacht Bronckhorst hebben in Batenburg en ook in Gronsveld munten geslagen.

De muntslag te Gronsveld beslaat een periode van ruim 300 jaar. Hoewel de meeste kleine graafschapjes hun muntslag rond 1495 allemaal hadden gestaakt heeft Gronsveld (en Reckheim) nog tot aan het begin van de 18e eeuw doorgemunt.
De muntslag begint onder het bewind van Jan II van Gronsveld (1375-1386) en werd na Dirk I van Bronckhorst-Batenburg (Anholt) omvangrijker. Diens tweede zoon, Hendrik continueerde de muntslag. Dirk heer van Honnepel 1493-1508, Hendriks opvolger, staakt de muntslag. Van hem zijn slechts een 4-tal muntstukken bekend.

De muntslag wordt weer intensief op gang gebracht door Jan van Bronckhorst-Batenburg heer van Gronsveld 1508-1559.
Van Joost van Bronckhorst zijn geen munten bekend. Filips, de koning van Spanje, als soeverein der Nederlanden, verbood in 1577 en 1578 de omloop van munten van Batenburg, Thorn, Recheim, en Gronsveld.
Zijn broer en opvolger Jan van Bronckhorst graaf van Gronsveld 1588-1617 kreeg het bij de Westfaalse kreitz voor elkaar dat zijn muntrecht erkend werd. Onder Jan werden weer Gronsveldse munten geslagen waaronder liards (oortjes), een koperen geldstuk ter waarde van twee duiten. De naam van het oortje is bewaard gebleven in de uitdrukking zijn laatste oortje versnoept hebben. De muntslag werd in 1719 definitief gestopt.

### Huwelijk en kinderen
Hij trouwde met Anna van Oostfriesland-Durbuy, de dochter van Johan I van Oost-Friesland, heer van Durbuy, gouverneur van het Hertogdom Limburg en de Landen van Overmaas en drossaard en kastelein van Valkenburg en van Dorothea van Oostenrijk, een natuurlijke dochter van keizer Maximiliaan l. Hij werd opgevolgd door zijn broer Jan.